# Offerta

La curva e la domanda di fornitura

In generale un'offerta è quanto si propone di dare in cambio di qualcosa. In ambito economico, per curva di offerta si intende la quantità totale che i produttori sono disposti a vendere ad un dato livello di prezzo. La relazione tra quantità e prezzo è una funzione crescente, cioè all'aumentare del prezzo di un bene aumenta la quantità offerta, che invece diminuisce al diminuire del prezzo. 
L'elasticità dell'offerta rispetto al prezzo, indicata con {\displaystyle \varepsilon _{p,Q}} misura la variazione percentuale della quantità offerta divisa per la variazione percentuale del prezzo.
{\displaystyle \varepsilon _{p,Q}={{\Delta Q \over Q_{1}}*100 \over {\Delta p \over p_{1}}*100}={\Delta Q \over Q_{1}}*{p_{1} \over \Delta p}={\Delta Q \over \Delta p}*{p_{1} \over Q_{1}}}
dove:
1. {\displaystyle \Delta p} è la variazione subita dal prezzo {\displaystyle p_{1}};
2. {\displaystyle \Delta Q} è la variazione subita dalla quantità offerta {\displaystyle Q_{1}} col passaggio del prezzo da {\displaystyle p_{1}} a {\displaystyle p_{1}+\Delta p}.

Se la quantità può variare in modo continuo, e la funzione di offerta è derivabile, allora dalla relazione precedente si può ottenere:
{\displaystyle \varepsilon _{p,Q}={\partial Q \over \partial p}*{p_{1} \over Q_{1}}}
Il valore dell'elasticità dell'offerta dà informazioni sulla suscettibilità della quantità offerta alle variazioni del prezzo:
1. se {\displaystyle \varepsilon =0} l'offerta è perfettamente rigida, e significa che le variazioni del prezzo non influenzano la quantità offerta;
2. se {\displaystyle 0<\varepsilon <1} l'offerta è anelastica, e significa che una variazione del prezzo di un punto percentuale determina una variazione della quantità offerta inferiore ad un punto percentuale;
3. se {\displaystyle \varepsilon =1} l'offerta è a elasticità unitaria, e significa che una variazione del prezzo di un punto percentuale determina una variazione della quantità offerta pari ad un punto percentuale;
4. se {\displaystyle \varepsilon >1} l'offerta è elastica, e significa che una variazione del prezzo di un punto percentuale determina una variazione della quantità offerta superiore ad un punto percentuale.

Nel linguaggio commerciale e pubblicitario, offerta vuol dire generalmente offerta speciale, cioè un prezzo favorevole praticato a scopo di promozione per un tempo breve. Il pubblico è abituato a scegliere i prodotti offerti a condizioni di favore, talora con sistemi ingannevoli.